# Breda Ba.19
Breda Ba.19 byl italský dvouplošný jednomotorový akrobatický sportovní letoun, které bylo vyvinut italskou společností Società Italiana Ernesto Breda v roce 1928 jako cvičný. Díky pilotům skupiny Squadriglia di Alta Acrobazia Aerea, kteří ho používali pro závody a letecká skupinová vystoupení, se stalo toto letadlo jedním z nejznámějších akrobatických letadel italské výroby ve třicátých letech 20. století.

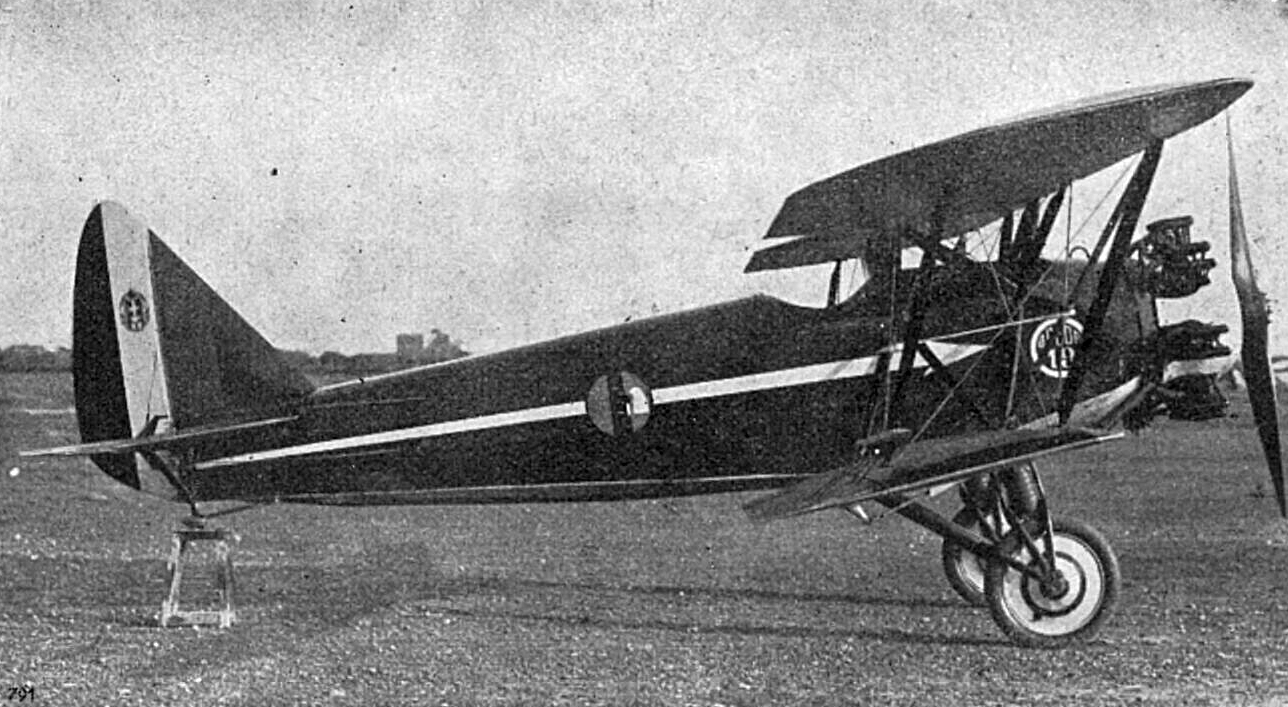
Breda Ba.19, akrobatický letoun (1931)

## Vznik a užití
Projekt Ba.19 navrhli inženýři Cesare Pallavicino ve spolupráci s Giuseppem Panzerim na konci dvacátých let s cílem uspokojit poptávku po novém cvičném letounu, který by byl rovněž použitelný pro akrobacii. Letoun Breda Ba.19 byl příhradový dvouplošník smíšené konstrukce s pevným podvozkem. Měl nestejně velká křídla konvenční konfigurace. Trup byl svařen z ocelových trubek a potažen plátnem. Pilot seděl v otevřené kabině.

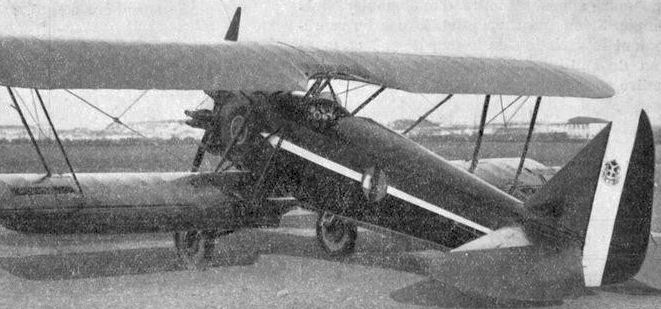
Breda Ba.19 (únor 1931)

Prototyp byl zkoušen s motorem Armstrong Siddeley Lynx, v sériové výrobě byl použit sedmiválcový, hvězdicový motor Walter Castor. Letoun s motorem Walter Castor byl prezentován i na XIII. aerosalonu v Paříži na podzim 1932.
Varianta Ba.19ter byla vyrobena v dvoumístném provedení s otevřeným tademovým kokpitem.
Dochovaný letoun Breda Ba.19 je vystaven v leteckém muzeu Gianni Caproniho (Museo dell' Aeronautica Gianni Caproni) v Trentu. Původní imatrikulace italského vojenského letectva MM.70019 (Regia Aeronautica) byla po restaurování změněna na I-ABCT, se kterou létal italský pilot Andrea Zotti.

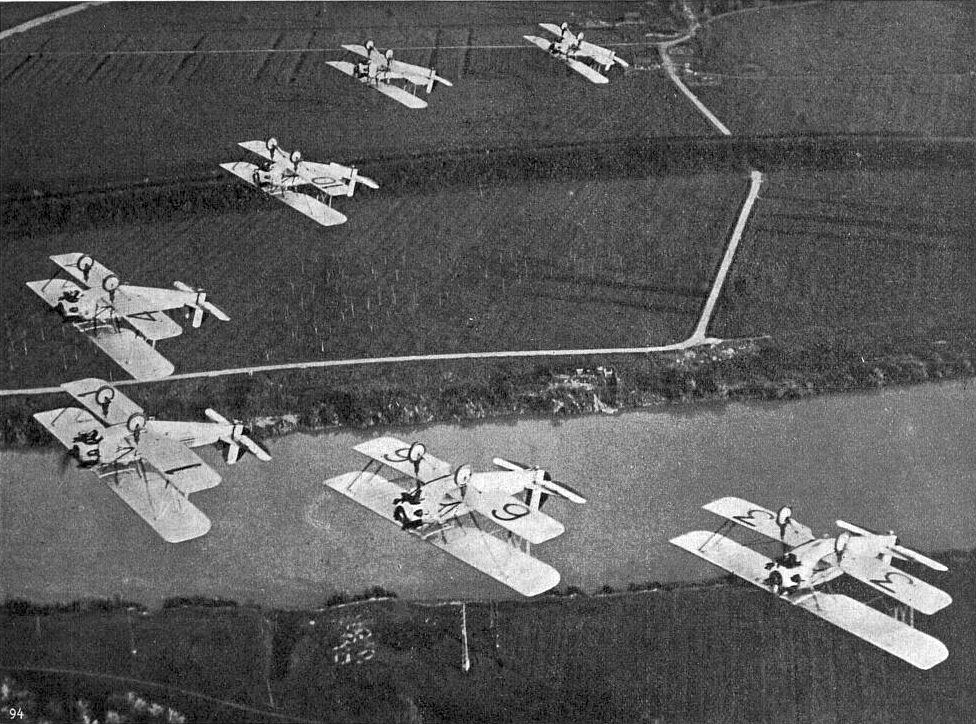
Breda Ba.19 ve formaci při letu na zádech při Dni křídel (Giornata dell' Ala) v Římě

## Operační historie
Verze Ba.19s byla používána od roku 1931 pro předváděcí skupinové akrobatické lety letkou italského letectva Squadriglia di Alta Acrobazia Aerea. První předvedení letounů ve formaci se odehrálo 13. března 1932 na mezinárodní letecké přehlídce v Tunisu. Na leteckém dnu v Berlíně, který se konal 12. června 1932, předvedla skupina italských letců vedená ing. Colombem skupinovou akrobacii na Ba.19 s motory Castor, která byla v komentáři časopisu Letectví označena za strhující.
Již předtím, 12. května 1932, se skupina 9 letounů Breda Ba.19 zúčastnila druhého ročníku italského Dne křídel (Giornata dell' Ala) v Římě, poté představili svoji skupinovou akrobacii v Turíně a také na Mezinárodním leteckém mítinku v Curychu (22.7-31.7). Pilot Andrea Zotti se zúčastnil od 27. srpna do 5. září 1932 v USA národních leteckých závodů National Air Races.
Letoun Italského královského aeroklubu (Reale AC d'Italias) s imatrikulaci I-ABCR pilotován poručíkem Raffaelem Colacicchim vytvořil 12. ledna 1933 světový rekord v letu na zádech 41 min a 37 vteřin. Rekord byl překonán na stejném typu letounu kapitánem Willym Bocolou 15. května 1933, kdy letěl "vzhůru nohama" po dobu 65 minut a 15 vteřin.
Dvojplošníky Breda pak byly využívány jako cvičná akrobatická letadla v italských leteckých školách na základnách Aviano, Castiglion del Lago, Grottaglie a také v Akademii leteckých sil (Accademia Aeronautica).

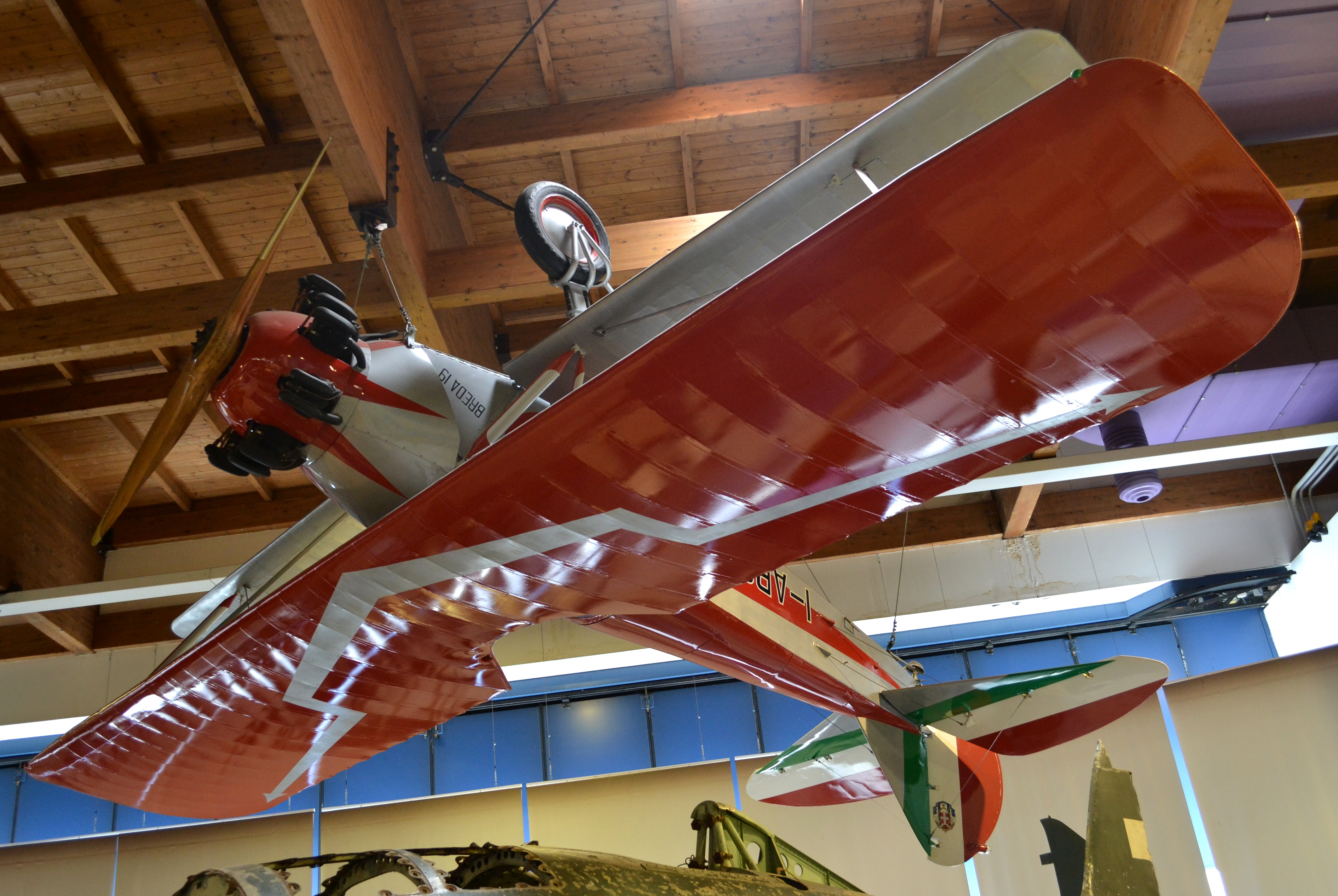
Breda Ba.19 v letu na zádech (Museo dell'Aeronautica Gianni Caproni)

## Varianty
- Ba.19 prototyp s motorem Armstrong Siddeley Lynx 147 kW (200 k)
- Ba.19s s motorem Walter Castor 176 kW (240 k)
- Ba.19bis s licenčním motorem Alfa Romeo Lynx 158 kW (215 k)
- Ba.19ter dvoumístná verze s motorem Armstrong Siddeley Cheetah IIA 191 kW (260 k)

## Uživatelé
- Italské království
  - Regia Aeronautica

## Specifikace

### Základní údaje
- Typ: cvičný a akrobatický dvouplošník[2][3]

- Posádka: 1-2 (pilot a instruktor)
- Délka: 6,6 m
- Rozpětí křídel: 9,0 m
- Výška: 2,2 m
- Nosná plocha křídel: 25,0 m²
- Plošné zatížení: 36 kg/m²
- Hmotnost prázdného letounu: s motorem Lynx 735 kg (jednomístný), 750 kg (dvoumístný), s motorem Castor 765 kg (jednomístný) 785 kg (dvoumístný)
- Nosnost: 160 kg
- Pohon: 1 × Armstrong Siddeley Lynx 149 kW (200 k) nebo Walter Castor 179 kW (240 k) nebo Alfa Romeo (licence Armstrong Siddeley Lynx) 158 kW (215 k)
- Vrtule: dvoulistá vrtule

### Výkony
- Maximální rychlost: 240 km/h
- Cestovní rychlost: 200 km/h
- Vytrvalost s plným zatížením: 6 hodin
- Dolet: 840 km
- Dostup: 7000[8]-7500 m (podle typu motoru)